# イケメン源氏伝 あやかし恋えにし
『イケメン源氏伝 あやかし恋えにし』（イケメンげんじでん あやかしこいえにし）は、サイバードより2019年8月20日にリリースされたスマートフォン用女性向け恋愛ゲーム。サイバードの提供する「イケメンシリーズ」のゲーム作品のひとつとして展開している。

## 登場人物
声はゲームの声優 / 演は舞台の俳優。
源頼朝
声 - 福山潤 /  演 - 伊阪達也
梶原景時
声 - 子安武人 / 演 - 宮城紘大
安達盛長
声 - 三木眞一郎 / 演 - 瑛
平重衡
声 - 市川蒼 / 演 - 東将司
源義経
声 - 石田彰 / 演 - 矢部昌暉（DISH//）
武蔵坊弁慶
声 - 関智一 / 演 - 松川大祐
那須与一
声 - 鈴木崚汰 / 演 - 荒一陽
玉藻
声 - 田丸篤志 / 演 - 谷佳樹
鞍馬
声 - 森川智之 / 演 - 橋本全一
安倍泰親
声 - 浪川大輔 / 演 - 石渡真修
橘次末春
声 - 小松昌平
伊吹
声 - 諏訪部順一
崇徳院/顕仁
声 - 岩永徹也
六花
声 - 中澤まさとも
由乃
演 - 小槙まこ
舞台版のヒロイン。

## 舞台

### 舞台『イケメン源氏伝 あやかし恋えにし ～義経ノ章～』
源義経（演 - 矢部昌暉）が主役の作品。
- 2020年2月14日 - 2月20日：三越劇場
- 脚本・演出：伊勢直弘

### イケメンシリーズ THE STAGE ～世界を駆けて、祝祭を～
イケメンシリーズの舞台作品のクロスオーバー作品。

イケメン源氏伝からは、那須与一、武蔵坊弁慶、源義経が登場（源義経のみ、声の出演）。

キャストは舞台の「義経ノ章」から変更なし。
- 2022年9月24日 - 28日：シアター1010
- 脚本：伊勢直弘・早川康介
- 演出：早川康介

## Webラジオ
『イケメン源氏伝 おしゃべり絵巻』は、2019年8月14日からイケメンシリーズ公式ニコニコチャンネルにて配信しているラジオの番組。パーソナリティは田丸篤志（玉藻役）、鈴木崚汰（那須与一役）の2名が務める。